# Martin Nyborg
Martin Nyborg (født 1984) er en dansk sceneinstruktør. Han er uddannet fra Den Danske Scenekunstskole i 2017. Efter endt uddannelse har han været ansat som husinstruktør på Aalborg Teater fra 2017 til 2021, hvor han har iscenesat en række forestillinger. Blandt andet Alle mulige ting til salg Arkiveret 21. maj 2022 hos  Wayback Machine og Revolution i kommunen Arkiveret 30. juni 2022 hos  Wayback Machine om den nordjyske underklasse af Henrik Szklany, Kød Arkiveret 6. april 2022 hos  Wayback Machine af Thomas Markmann og den omtalte og omdiskuterede borgersceneforestilling Porno for begyndere Arkiveret 6. april 2022 hos  Wayback Machine. Han har desuden dramatiseret og iscenesat eventyr af H.C. Andersen, Brødrene Grimm og Carlo Collodi og undervist på Den Danske Scenekunstskole og Teaterhøjskolen Rødkilde.
Han var en del af kunstekspeditionen Dog Level (2012) og er tidligere formand for Bühne, der i en årrække afholdt festivalen Bühne Spiel på Basement i København.

## Forestillinger
- Pinocchio af Carlo Collodi, Aalborg Teater, 2021
- Kød af Thomas Markmann, Aalborg Teater, 2021
- Revolution i kommunen af Henrik Szklany, Aalborg Teater, 2020
- Hans og Grete af Brødrene Grimm, Aalborg Teater, 2020
- Kreditorer af August Strindberg, Aalborg Teater, 2019
- Fyrtøjet af H.C. Andersen, Aalborg Teater, 2019[11]
- Alle mulige ting til salg af Henrik Szklany, Aalborg Teater, 2018
- Porno for begyndere, Aalborg Teater, 2018
- Karlsson på taget af Astrid Lindgren, Aalborg Teater, 2018
- Rockulven af Tyra Tønnesen, Aalborg Teater, 2017